# Bazzania sikkimensis
Bazzania sikkimensis là một loài rêu tản trong họ Lepidoziaceae. Loài này được (Stephani) Herzog miêu tả khoa học lần đầu tiên năm 1939.